# Saimin
Saimin é uma sopa típica do Havaí, tão popular que é servida na maioria dos McDonald's daquele estado. É feita com massa chinesa ou japonesa, normalmente do tipo confecionado com farinha de trigo e ovos, num caldo de galinha a que se juntam condimentos, carne de porco marinada e vários vegetais, incluindo cenoura, repolho e cogumelos e se deixa cozinhar em lume brando até ao ponto em que se pretende de cozedura dos ingredientes; a massa é adicionada no final.
Segundo a tradição, esta sopa terá sido “inventada” no tempo das plantações de ananás e açúcar no princípio do século XX, quando trabalhadores da China, das Filipinas, de Portugal, da Coreia e do Japão trabalhavam junto com os locais. Numa receita, a carne é marinada com sal, pimenta e alho, depois salteada e adicionada ao caldo, juntamente com gengibre e molho de soja, a que se juntam os vegetais. Noutra receita, o caldo é feito com cascas e cabeças de camarão, a que se junta caldo de galinha e dashi; a carne de porco é char-siu, assada com tempero chinês e, no final, juntam-se à sopa fatias de pasta de peixe japonesa (kamaboko) e de ovos cozidos ou em omelete, ou mesmo camarão em tempura. Um acompanhamento pode ser wasabi misturado com molho de soja.